# Women's Professional Lacrosse League
La Women's Professional Lacrosse League es la competencia profesional de lacrosse femenino en los Estados Unidos.
El torneo inició en 2018, actualmente se conforma de cinco franquicias y se disputa en los meses de junio y julio.

## Historia
La liga surgió cuando Michele DeJuliis renunció a la United Women's Lacrosse League alegando objetivos diferentes y creó la WPLL. DeJuliis tenía la visión de expandir el deporte más allá de la Costa Este de los Estados Unidos y explicó que los organizadores de la UWLL solo ansiaban los frutos económicos.
La junta directiva se compone además con ex–estrellas universitarias, quienes desarrollaron el programa WPLL Futures diseñado para expandir el deporte en las escuelas secundarias de todo el país.

## Equipos[2]
En la temporada 2019 todas las franquicias eliminaron su ciudad del nombre y desde entonces tienen WPLL antes.
| Equipo       | Ciudad      | Ingreso | Estado        | Títulos |
| ------------ | ----------- | ------- | ------------- | ------- |
| WPLL Brave   | Baltimore   | 2018    | Maryland      | 0       |
| WPLL Command | Boston      | 2018    | Massachusetts | 1: 2018 |
| WPLL Fight   | Long Island | 2018    | Nueva York    | 0       |
| WPLL Fire    | Filadelfia  | 2018    | Pensilvania   | 0       |
| WPLL Pride   | Albany      | 2018    | Nueva York    | 0       |

## Jugadoras
La liga se nutre con las estrellas del Campeonato de la División I de Lacrosse Femenino de la NCAA, pero como los salarios no son tan altos como los de otros deportes; no todas las estrellas optan por jugar profesionalmente y en cambio deciden ejercer sus profesiones. Cada equipo tiene 25 jugadoras obligatoriamente.
Las jugadoras son seleccionadas en el Draft de la WPLL que se realiza todos los años en el mes de mayo. La liga aún no cuenta con un draft para escuelas secundarias como existe en otros deportes.

## Resultados
| Temporada | Campeonas    | Título |
| --------- | ------------ | ------ |
| WPLL 2018 | WPLL Command | 1      |
| WPLL 2019 | Disputándose | ?      |
| WPLL 2020 | ?            | ?      |

## Financiación
El principal ingreso de la WPLL es el derecho de transmisión por televisión, continúan los patrocinadores exclusivos (como STX que suministra los palos), porcentaje de la venta de entradas, inversores y también acepta donaciones.